# Stanisław Stachowski
Stanisław Stachowski (n. 21 octombrie 1930 – d. 2 iulie 2021) a fost un slavist și turcolog, lingvist, cercetător de lexic și lexicograf polonez.

## Biografie
Copilăria și tinerețea și-a petrecut-o în orașelul natal. Acolo și-a început educația, în timpul războiului a luat parte la lupte. După terminarea războiului a venit ca repatriat la Tomasz Mazowiecki. Aici în anul 1951 a terminat Școala de stat și liceul unde și-a luat bacalaureatul. În 1951 și-a inceput studiile de slavistică la Universitatea Jagiellonă în Cracovia în domeniul limbii sârbo-croate. Încă din timpul studiilor s-a preocupat de influența osmano-turcă în limbile slavice din balcani, și prin urmare a început să participe la studiile de turcologie (printre alții Marian Lewicki și Włodzimierz Zajączkowski). Și-a susținut lucrarea de master în anul 1956 care a fost tipărită câțiva ani mai târziu. Timp de 3 ani de la terminarea studiilor a rămas fără lucru, după care, în 1959 și-a inceput activitatea la Institutul de Filologie Slavă la UJ.
În 1967 a obținut titlul de doctor în baza tezei despre limba sorbiană superioară în opera lui Abraham Frencla, a cărui operă a început-o sub îndrumarea lui Tadeusz Lehr-Splawinski, iar după moartea acestuia, în 1965, a continuat sub îndrumarea lui Stanisław Urbańczyk. Începând să-și susțină doctoratul a avut deja publicate trei monografii, iar lucrarea de doctorat a fost cea de-a patra carte. Publicată în 1973 lucrarea de doctorat nu a abordat la fel slavistica, ci exact contactele slavo-turcești. Un an mai târziu Stachowski a fost numit doctor docent, în același timp trecând la Departamentul din cadrul Institutului de Turcologie și Filologie orientală UJ. Titlul de profesor asociat l-a obținut în 1983, iar catedra de profesor în 1992.
Face parte din câteva comisii științifice PAN, iar din 1990 este, de asemenea, membru al prestigioasei Societate Uralo-Altaică cu sediul la Hamburg. Timp de câtiva ani a fost redactorul scrierilor principale: „Folia orientală” precum și „Lucrări lingvistice”. Caiete Științifice UJ. În 1995 a compus seria editorială internațională de turcologie „Studia Turcologica Cracoviensia.” De două ori a ocupat funcția de director adjunct, iar o dată (1991-1994) a fost director al Institutului de Filologie Orientală UJ.
În anul 1989 a organizat Catedra de Filologie Maghiară UJ, pe care ulterior a condus-o până în 1991. Înafară de ocupațiile sale pentru studenții de la turcologie și slavistică, s-a preocupat de lingvistică istorică-comparată,și de asemenea cu polonistică, maghiară și romanistică.

## Monografii (în ordine cronologică)
- Sufixe de proveniență străina în limba sârbo-croată, 1961
- Dicționar de catehism în lutesiană superioară a lui Warychiusz(1597),1966
- Studii de cronologie a turcismelor în limba sârbo-croată, 1967
- Limba lutesiană superioară în De originibus Sorabicae a lui Abraham Frencla( 1693-1696)
- Expresii sârbo-croate în Thesaurus Polyglottus H. Megisera (1603), 1969
- Studii de cronologie a turcismelor în limba bulgară, 1971
- Fonetica împrumuturilor osmano-turcești în limba sârbo-croată, 1973
- Studien über die arabischen Lehnwörter im Osmanisch-Türkischen, cz. 1, 1975
- Studien über die arabischen Lehnwörter im Osmanisch-Türkischen, cz. 2, 1977
- Dicționar de lutesiană superioară a lui Abraham Frencla (1693-1696), 1978
- Studien über die arabischen Lehnwörter im Osmanisch-Türkischen, cz. 3, 1981
- Studien über die arabischen Lehnwörter im Osmanisch-Türkischen, cz. 4, 1986
- Türkische Lehnwörter im serbischen Dialekt von Pirot, 1992
- Historisches Wörterbuch der Bildungen auf -ci || -ici im Osmanisch-Türkischen, 1996
- Osmanli Türkçesinde Yeni Farsça alintilar sözlügü - Wörterbuch der neupersischen Lehnwörter im Osmanisch-Türkischen, 1998
- Index der türkischen Wörter (= tom 6 w: Franciscus à Mesgnien Meninski: Thesaurus Linguuarum Orientalium..., ed. S. Stachowski / M. Ölmez), 2000
- Lexique turc dans le Vocabulaire de P. F. Viguier (1790), 2002
- Glosar turco-polon , 2005
- Dicționar istoric de turcisme în limba polonă, 2007